# Live In Three Dimensions
Live In Three Dimensions  es un triple CD en vivo de la banda Finlandesa de Power Metal Stratovarius que dio la luz en 1995 a través de la compañía discográfica de Noise Records.

## Lista de canciones
| 1. Intro 2. Agains The Wind 3. Distant Skies 4. Galaxia 5. Future Shock 6. We Are The Future 7. Lord Of The Wasteland 8. Dreamspace 9. 4Th Reich 10. Keyboard Solo 11. Out Of The Shadows 12. Twilight Symphony | 1. We Hold The Key 2. Chasing Shadows 3. Fire Dance Suite 4. Hold on 2 Your Dream 5. The Hands of Time 6. Intro 7. Against The Wind 8. Distant Skies 9. Galaxies 10. Future Shock 11. 4th Reich 12. We are The Future 13. Keyboard Solo | 1. Lead Us Into the Light 2. Guitar Solo 3. Dreamspace 4. Out of the Shadows 5. Fire Dance Suite 6. Hold on 2 Your Dream 7. The Hands of Time |

## Miembros
- Timo Kotipelto: voces
- Timo Tolkki: guitarra eléctrica
- Jari Kainulainen: bajo
- Antti Ikonen: teclado
- Tuomo Lassila: batería

- Datos: Q5977374